# Winnipeg Blue Bombers
De Winnipeg Blue Bombers zijn een Canadian Football team uit Winnipeg, Manitoba, Canada. Ze spelen op het hoogste niveau van deze sport, namelijk in de Canadian Football League in de West Division. 
Het thuisstadion is Investors Group Field. Het team is de grote rivaal van de Saskatchewan Roughriders en wedstrijden tussen deze teams zijn vaak uitverkocht. De Blue Bombers hebben 24 keer in de Grey Cup gespeeld waarvan ze er 10 hebben gewonnen. Geen enkel team heeft het kampioenschap zo lang al niet meer gewonnen als de Blue Bombers. De laatst gewonnen Grey Cup was in 1990 toen 50-11 van de Edmonton Eskimos werd gewonnen.